# Future Games
| 전문가 평가              | 전문가 평가 |
| 평가 점수                | 평가 점수   |
| 출처                     | 점수        |
| ------------------------ | ----------- |
| Allmusic                 | [ 1 ]       |
| Christgau's Record Guide | B           |

《Future Games》는 1971년 9월 3일에 발매된 영국과 미국의 록 밴드 플리트우드 맥의 다섯 번째 스튜디오 음반이다. 1971년 여름 런던 애드비전 스튜디오에서 녹음되었으며, 크리스틴 맥비가 정식 멤버로 참여한 첫 번째 음반이었다. 이 음반은 미국의 기타리스트 밥 웰치가 참여한 다섯 장의 음반 중 첫 번째 음반이기도 하다. 당시 웰치가 주로 연주한 기타는 깁슨 ES-335로 펜더 스트라토캐스터와 함께 레코드에서 연주했다.
1950년대에 타계한 기타리스트 제레미 스펜서의 기복이 없었던 이 밴드는 블루스에서 멀리 떨어져 4년 후에 마침내 그들을 미국으로 깨트릴 멜로디 팝 사운드에 더 가까이 다가갔다. 밴드가 음반을 완성해 제출하자 음반사 측은 7곡만 수록된 음반을 발매하지 않겠다고 밝히고 8곡을 녹음할 것을 요구했다. 이 요청을 이행하기 위해 〈What a Shame〉은 성급하게 녹음되었다.

## 커버 아트
이 음반의 초기 영국 발매와 영국 이외의 몇몇 문제들은 두 아이의 사진과 커버 텍스트에 노란색 바탕을 가지고 있다. 이후의 모든 발매는 배경이 녹색이다. 《Fleetwood Mac: 1969》에서 1972년 4LP 박스 세트에 이르기까지 워너/라이노가 재발매한 2013년 바이닐은 원래 노란색 배경을 음반 삽화로 복원하고 2년 후에 독립형 LP로 발매될 것이다.

## 곡 목록
| #  | 제목                    | 작사·작곡                                        | 재생 시간 |
| -- | ----------------------- | ------------------------------------------------ | --------- |
| 1. | 〈Woman of 1000 Years〉 | 대니 키르완                                      | 5:28      |
| 2. | 〈Morning Rain〉        | 크리스틴 맥비                                    | 5:38      |
| 3. | 〈What a Shame〉        | 밥 웰치, 키르완, C. 맥비, 존 맥비, 믹 플리트우드 | 2:20      |
| 4. | 〈Future Games〉        | 웰치                                             | 8:18      |

| #  | 제목                | 작사·작곡 | 재생 시간 |
| -- | ------------------- | --------- | --------- |
| 1. | 〈Sands of Time〉   | 키르완    | 7:23      |
| 2. | 〈Sometimes〉       | 키르완    | 5:25      |
| 3. | 〈Lay It All Down〉 | 웰치      | 4:30      |
| 4. | 〈Show Me a Smile〉 | C. 맥비   | 3:21      |